# Conus kerstitchi
Espèce
Statut de conservation UICN

 DD  : Données insuffisantes
Conus kerstitchi est une espèce de mollusques gastéropodes marins de la famille des Conidae.
Comme toutes les espèces du genre Conus, ces escargots sont prédateurs et venimeux. Ils sont capables de « piquer » les humains et doivent donc être manipulés avec précaution, voire pas du tout.

## Description
La taille de la coquille varie entre 26 mm et 40 mm.

## Distribution
Cette espèce est présente dans l'océan Pacifique au large de la Baja California et du Mexique.

### Niveau de risque d’extinction de l’espèce
Selon l'analyse de l'UICN réalisée en 2011 pour la définition du niveau de risque d'extinction, cette espèce d'eau profonde est endémique à la côte Pacifique du Mexique où elle a été trouvée au large des Islas Tres Marias, Nayarit. Cette espèce est extrêmement rare. Cependant, il n'y a pas assez d'informations sur cette espèce dans la littérature pour qu'une classification précise puisse être donnée et il y a un doute sur sa validité taxonomique. Elle est inscrite dans la catégorie Données insuffisantes.

## Taxonomie

### Publication originale
L'espèce Conus kerstitchi a été décrite pour la première fois en 1978 par le malacologiste américain Jerry Glenn Walls dans la publication intitulée « The Pariah »,.

### Synonymes
- Conus (Dauciconus) kerstitchi Walls, 1978 · appellation alternative